# 水谷勇夫
水谷 勇夫（みずたに いさお、1922年1月1日 - 2005年6月5日）は、愛知県名古屋市生まれの現代美術家。現代美術家の水谷イズル（水谷 出1961年5月4日～）は三男。

## 来歴・人物
膠絵（にかわえ）と称する和紙と日本画の顔料を使った現代絵画で1960年頃から国内外の注目を浴びる。本人は「日本画」という言葉を嫌って使わなかった。自らの戦争体験をもとに人間存在の不条理、矛盾を暴きだすような気迫のある作品を生み出した。1963年には角川書店が刊行した『世界美術全集 戦後日本美術』に掲載された。
舞台美術も手がけ、舞踏の土方巽や大野一雄、麿赤兒などの舞台美術を担当する。またコンセプチュアル・アート（概念芸術）の松澤宥とも親交が深く、行動芸術「玄界遍路」などコンセプチュアル（概念的）な仕事も行った。社会の底辺で迫害される側の人間に目を向け、公害や差別など社会的なテーマを扱った作品も多い。表現活動は絵画にとどまらず、陶器を使ったインスタレーション（本人は窯造形と呼んだ）や書作品も手がけた。書ではNHK大河ドラマ「琉球の風」の題字を担当した。また、杉浦明平の小説、『小説渡辺崋山』の挿絵も担当する。1974年には『神殺し・縄文』を刊行した。
2005年6月5日、腹部大動脈りゅう破裂のため愛知県半田市の病院で死去。83歳没。

## 主な展覧会等
- 1960年、超現実主義の展開展　東京国立近代美術館
- 1960年、読売アンデパンダン展
- 1960年、土方巽「Dance experience の会」舞台美術
- 1961年、ピッツバーグ現代絵画彫刻展　Carnegie International  カーネギー美術館主催
- 1964年、現代日本作家絵画彫刻展　ワシントン　コーコラン美術館主催　全米巡回展
- 1964年、国際超現実主義展　オランダ　ユトレヒト
- 1965年、日本国際美術展　毎日新聞社主催
- 1966年、現代日本美術展　毎日新聞社主催
- 1977年、第三世界とわれわれ展　JAALA主催
- 1986年、戦後日本画の一断面 〜模索と葛藤〜展　山口県立美術館
- 1989年、大野一雄舞踏公演「蟲びらき」　舞台美術
- 1998年、水谷勇夫展　池田20世紀美術館

## パブリック・コレクション
- 国立国際美術館
- 愛知県美術館
- 名古屋市美術館
- 豊橋市美術博物館
- 山口県立美術館
- 刈谷市美術館　他